# Acanthocepola indica
Acanthocepola indica är en fiskart som först beskrevs av Day, 1888.  Acanthocepola indica ingår i släktet Acanthocepola och familjen Cepolidae. Inga underarter finns listade i Catalogue of Life.